# Cine República

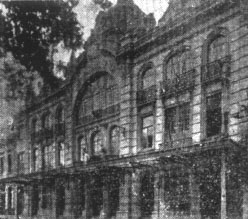
Fachada do cinema no início da década de 1920

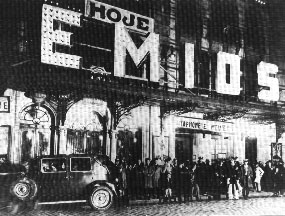
O cinema perto do seu fim - 1929

O Cine República é um antigo cinema da cidade de São Paulo no bairro da República. Considerado por muito tempo um dos melhores cinemas da capital paulista, o Cine República trouxe à sua época inúmeras inovações tecnológicas como a maior tela do mundo até então. Seu público alvo era a aristocracia paulista.
O cinema era administrado e mantido pela Empresa Paulista de Diversões (também dona do Teatro Apolo da rua 24 de Maio), que tinha por trás um grupo de empresários, entre eles: Coronel Lupércio Teixeira de Camargo, Eduardo S. Freire, Feliciano Lebre de Mello (da Casa Lebre), Mário Amaral, Armando dos Santos Barroso, João Quadros Jr. e Dr. Antonio Silveira de Melo.
Inaugurado em 1921, o cinema se destacava pelo luxo e pelo requinte. Ao final da década de 1920 o espaço do Cine República se tornou um rinque de patinação. Houve novas reaberturas do República, porém, por outros empresários, sendo que o grande e imponente cinema viveu por aproximadamente 20 anos.
A denominação do Cine República era em virtude do mesmo estar de frente para a Praça da República. Atualmente o espaço em que se encontrava o antigo cinema é um grande estacionamento e um cinema de filmes pornográficos, com o mesmo nome, na cidade de São Paulo.

## Origem
O espaço em que se localizava o antigo Cine República fica no número 401 da Praça da República. Inaugurado em 27 de dezembro de 1912, o espaço funcionava como um rinque de patinação, de propriedade da Companhia Sport e Atrações. Colocado em locação, o local foi usado esporadicamente para diversos objetivos como festas e exposições. Uma das utilizações foi para a reunião de fundação do escotismo no Brasil, em 1914, motivo para a construção do monumento em bronze dedicado a Robert Baden-Powell na Praça da República, bem em frente ao cinema, quarenta anos depois, esculpido pelo artista Vicente Laroca.
Em 1915, com a denominação de Gaumont, o espaço serviu como locação temporária da Ford Motor Company. A Ford permaneceu no local até 1921, utilizando-o como espaço de linha de montagem, até se transferir para a fábrica da rua Solon, 809, no bairro do Bom Retiro, onde ficou até 1951. O edifício então foi então vendido para o empresário e Coronel Lupércio Teixeira de Camargo, um dos sócios da Sociedade Cinematográfica Paulista Ltda., por Rs 400:000$000 (quatrocentos contos de réis). João de Quadros Júnior, também sócio da Sociedade Cinematográfica Paulista, foi designado como gestor do negócio que ali se instalara. Em 14 de setembro de 1921, o arquiteto e engenheiro W. Fillinger começou a reforma do espaço fazendo ao todo vinte modificações, entre elas: raspagem do assoalho de madeira do antigo rinque de patinação, alterações nas aberturas das portas internas e externas, renovação dos azulejos e ladrilhos dos banheiros, reforma no telhado, decoração adequada de um cinema e, principalmente, construção de uma cabine de projeção direta para dois projetores.

Pouco mais de três meses depois, em 29 de dezembro de 1921, o Cine Theatro República, assim denominado, foi inaugurado na capital paulista. Com a presença de personalidades e políticos da época, entre eles o futuro Presidente da República Washington Luiz, o cinema exibiu em sua abertura a película Macho e Fêmea (Male and female), da Paramount Pictures, estrelado por Gloria Swanson e Thomas Meighan, com direção de Cecil B. DeMille. Os tickets de entrada custavam Rs 9$000 (nove mil réis) para frisas e camarotes, Rs 1$600 (mil e seiscentos réis) para as poltronas da plateia e lugares nas galerias por Rs 800 (oitocentos réis). A orquestra era dirigida pelo maestro Martinez Grau, contando com um naipe de quinze músicos..
"No victorioso República, que hontem, sob os mais promissores auspícios abriu suas portas ao público de São Paulo, apanhando a mais formidável enchente que jamais uma sala do mesmo gênero registou (sic). Mais de cinco mil pessoas que se estasiaram ante o deslumbrante espetáculo com que o mais luxuoso cinema de São Paulo e maior e mais confortável do Brasil iniciou os seus incomparáveis espectáculos." (Cine-Theatro Republica. O Estado de S. Paulo, 30.12.1921, p.13)
A lotação declarada era de 2.092 espectadores, distribuídos por 1.000 lugares na plateia, 240 poltronas nas frisas, 252 poltronas nos camarotes e 600 lugares nas galerias. A projeção de Napoléon (1926) foi um tremendo sucesso arrastando multidões para a porta do Cine República
Em 1929, o Cine República passou por obras para se transformar em cinema sonoro. O República passou a ser o terceiro cinema com som da cidade de São Paulo, depois do pioneiro Paramount (em 13 de abril de 1929), seguido pelo Odeon (11 de junho de 1929).
Entrando em falência e fechando em 1936, devido a alta competitividade dos cinemas do entorno, o Cine República reabriu em 1937 como repartição pública e recebendo órgãos do governo como o Recebedoria de Rendas do Estado e um posto posto de arrecadação da Fazenda do Município. Em 1952, a administração do espaço passou para a Empresa Cinematográfica Sul, em nome de Paulo Sá Pinto.. Depois de inúmeras reformas, o Cine República finalmente reabriu como um cinema. Convertido somente em platéia, o cinema agora contava com a maior tela do mundo, até então
Submetido pelo trem metropolitano, a Empresa Cinematográfica Sul vendeu parte do seu terreno para a Companhia do Metropolitano de São Paulo - CPTM e começou a demolir o cinema em 1971, dando lotes de poltronas do cinema como pagamento de débitos junto à Fazenda Municipal. A última sessão do histórico cinema foi às 21 horas do dia 28 de maio de 1978, com o primeiro filme da franquia Star Wars. Atualmente, o que restou do edifício se tornou um estacionamento e um cinema pornográfico.

### A maior tela do mundo
Em 1955, três anos depois da reinauguração, é lançada a maior tela do mundo da época, com 250 metros quadrados, com som estereofônico, cinemascope e sistema de cinema tridimensional.
Foi no dia 7 de julho de 1955 em que os sócios da  empresas Paulista Cinematográfica e da Cinematográfica Sul, os senhores Herminio Ferreira Filho, Oscar Ferreira e PauIo Sá Pinto, inauguraram a nova tela do Cine República. A novidade foi muito bem aceita pela sociedade e reconhecida até mesmo por cinemas concorrentes e grandes estúdios de produção de filmes como o França Filmes do Brasil, Columbia Pictures of Brazil Inc, Cine Plaza e a Universal Films S.A.

O Cine Repórter, importante semanário específico de cinema, além de veicular a cerimônia de entrega da medalha "Marechal Cândido Mariano da Silva Rondon" ao senhor Paulo Sá Pinto, fez diversas matérias homenageando o empresário pela tela inaugurada:  
Ao escrever esta reportagem temos em mira fazer justiça a um homem. Reconhecer os atos generosos, as bôas iniciativas e o espírito de luta e progresso de um homem, é dar-lhe uma grata satisfação. Uma verdade que ninguém desconhece. A pura verdade, acrescentamos nós. Esse homem que agora homenageamos com o nosso sincero elogio aqui registrado, chama-se Paulo Sá Pinto e é a cabeça pensante da Empresa Cinematográfica Sul Ltda. (Cine Reporter -  30 de julho de 1955).

## Características
Inaugurado em 1912, o Skating de patinação se situava na Praça da República quase na confluência da rua do Arouche. Eram muito comuns os rinques de patinação na cidade de São Paulo no começo do século XX - prática essa que era adotada até pela família imperial no século XIX.
O edifício ocupava um espaço de 2.170 metros quadrados, com duas frentes, uma para a Praça da República e outra para a rua Aurora. A sua fachada principal apresentava duas portas principais em formato de arco, que iam de encontro até o primeiro andar, coroadas por uma cúpula. A simetria do conjunto só era interrompida apenas por uma entrada lateral para as galerias. O conjunto ainda era adornado por pequenas pilastras junto à cúpula e grades ornamentais ao longo da mureta frontal. A fachada da rua Aurora era bem diferente: um frontão triangular decorava o topo de um arco envidraçado.
O Cine República herdou todas as estruturas do Skating. No térreo, serviço de bar ao redor da pista, e no primeiro andar, as dependências mais caras, os frisas e camarotes. O cinema não possuía uma sala de espera para o número total de espectadores, o que dificultava sua lotação interna. A sala só foi ampliada dois anos depois da inauguração, em projeto feito pelo arquiteto W. Fillinger. O cinema iria ocupar mais 280 metros do terreno ao lado, que também pertencia ao empresário Lupércio Camargo.

A única sala de exibição adotava o mesmo estilo de arquitetura teatral tradicional. Com a capacidade de mais de mil pessoas, o salão central tinha piso de assoalho e era todo mobiliado por poltronas. Nas paredes laterais, os camarotes, sendo dois destes reservados para presidência do Estado e um para a Prefeitura municipal – ambos instalados nos melhores pontos, dispondo de uma antecâmara para recepções. As frisas e os camarotes possuíam um largo corredor para facilitar o transito de pessoas. Ainda no primeiro andar um bar e serviço de buffet..
"Merece menção especial todo o mobiliário do theatro, as cadeiras collocadas na sala de exhibições, de madeira excellente e feitas por mãos de artistas conscienciosos, observam uma disposição tal que os espectadores ficam plenamente à vontade." (Anúncio Cine-Theatro Republica. O Estado de São Paulo, 29.12.1921, p.4).
O local reservado para a orquestra, assim como ainda é no Theatro Municipal, ficava em plano inferior ao nível do assoalho, bem a frente do palco, para que assim não fosse possível ver os músicos. As suas paredes internas eram revestidas de madeira seca para preservar a acústica. O palco, antes localizado na parte que dava para a rua Aurora, possuía boca de doze metros de comprimento, dezoito metros de fundo e vinte e sete de largura. O serviço de iluminação teve especiais cuidados: foram instaladas cerca de vinte e cinco mil lâmpadas por todo o Cine República. A cabine destinada ao operador de projeção era construída inteiramente de cimento armado a fim de oferecer segurança ao profissional
Depois de ter passado por inúmeras reformas, obras e usos ao longo dos anos, o Cine República atualmente divide o seu espaço original com um estacionamento. Hoje, o que restou do prédio histórico é um “cinema de pegação”, ou um cinema pornográfico no centro de São Paulo.
Atualmente o local possui uma fachada inteiramente preta e um letreiro vermelho que anuncia o funcionamento vinte e quatro horas por dia. Depois da pequena entrada, uma catraca, como as de ônibus, e uma cabine de vidro onde fica a recepcionista. O local todo é adornado com vários posteres pornográficos nas paredes. Também estão expostos cartazes informativos do Governo Federal, ressaltando a importância do uso da camisinha.
O atual Cine República é dividido em duas salas, uma de filmes héteros e uma de filmes gays. Uma cortina escura encobre a entrada para um dos auditórios. A sala tem um tamanho considerável, mas nada que se compare ao tamanho original do antigo Cine República. Na frente da tela, um pequeno palco montado para shows que acontecem ocasionalmente no espaço. Nas salas de cima, alguns dark rooms e um banheiro. As instalações atuais são precárias, o carpete é sujo e as poltronas estão mal conservadas.

O local funciona vinte e quatro horas por dia e é conhecido como um “cinema de pegação”, pois permite que seus usuários pratiquem atos sexuais dentro das cabines dark rooms e na próprio salão. A higienização e limpeza do cinema é feita quase que ao mesmo tempo que a exibição dos filmes, o que dificulta a sua plena execução. A poluição torna-se muito mais visível, com o chão sempre sujo, com lixo, camisinhas, bitucas de cigarro, fluídos corporais, e outras excrescências. 
“No meu entendimento, os cines pornô fazem parte de um circuito maior de consumo de bens de lazer, que podemos denominar de ‘circuito do sexo’ ou ‘da sexualidade’, que envolve casas de shows, puteiros, casas de swing, feiras eróticas, sex shops etc. Tem uma frequência muito grande do público homossexual masculino, mas não só dele. Os cines também são responsáveis por manter viva uma parte memória da cidade, já que muitos vêm lá da década de 1940, 1950” (Alexandre Rosa, escritor e mestre em Literatura Brasileira pelo Instituto de Estudos Brasileiros da USP)

## Análise
O Cine República, e os demais cinemas vizinhos do centro da cidade de São Paulo, eram espaços de diferenciação social e não de inclusão. Localizado em um local onde a alta burguesia circulava na época, o cinema de rua dos anos 20 já mostrava a dicotomia entre as possibilidades de constituição do cinema popular, e as pretensões elitistas que nortearam o sistema de compra de tickets, o espaço em si, a sua frequentação, a distribuição espacial na cidade e o que era veiculado em sua tela.
Hoje, o Cine República, local de exibição de filmes pornográficos, é o total contrário do que era na década de 20. Alguns trabalhadores da região aproveitam da privacidade, da baixa luminosidade e do funcionamento ininterrupto para dormir nas escuras cabines nas pausas do trabalho.. Os "cinemões" - assim chamados popularmente - representam além de total liberdade sexual, a clara decadência dos cinemas de rua tradicionais e a radical transformação social da região central da cidade. Já na década de 50, os cinemas de rua começaram a perder espaço para os cinemas dentro de galerias. O primeiro deste tipo, o Cine Olido foi o primeiro cinema a ter cadeiras numeradas e funcionamento dentro de uma galeria, talvez o prenúncio de cinemas em shoppings centers
O Cine República ajudou - e ainda ajuda - a desenhar um espaço urbano na cidade. No caso de São Paulo, as salas de cinema foram ícones de representação de uma cidade civilizada, cada vez mais perto do iminente progresso, distanciando-se cada vez mais do rural. Os cinemas do centro também pareciam representar uma cidade cujo modo de viver se tornava cada vez mais cosmopolita. Os cinemas traziam melhoramentos urbanos promovidos pelo setor público e privado: instalação de postes de luz, controle de infraestrutura, policiamento e a substituição dos bondes de tração animal por elétricos possibilitaram a vida noturna, ampliando as possibilidades de diversão.
Um dos espaços que mais ganhou remodelações foi justamente a Praça da República, bem em frente ao Cine. A praça até os anos 20 não tinha o jardim com caminhos, era um espaço amplo onde aconteciam dezenas de festas abertas e circos. O local então é convertido em praça, recebe caminhos, lagos e pontos aprazíveis. A população mais pobre começou a ser afastada para fora do centro, afastando as diversões em suas formas tradicionalmente improvisadas. As intervenções públicas no espaço promoveram uma clara distinção entre as diversões da elite burguesa e das diversões populares, determinando seus lugares. O Cine República passou a ter, antes mesmo de sua primeira inauguração, atividades culturais tidas como “mais elevadas” como vizinhas, como os dramas e os cafés.